# Dicrurus andamanensis
Il drongo delle Andamane (Dicrurus andamanensis Beavan, 1867) è un uccello passeriforme appartenente alla famiglia Dicruridae.

## Etimologia
Il nome scientifico della specie, andamanensis, rappresenta un chiaro riferimento all'areale di diffusione di questi uccelli: il loro nome comune altro non è che la traduzione di quello scientifico.

## Descrizione

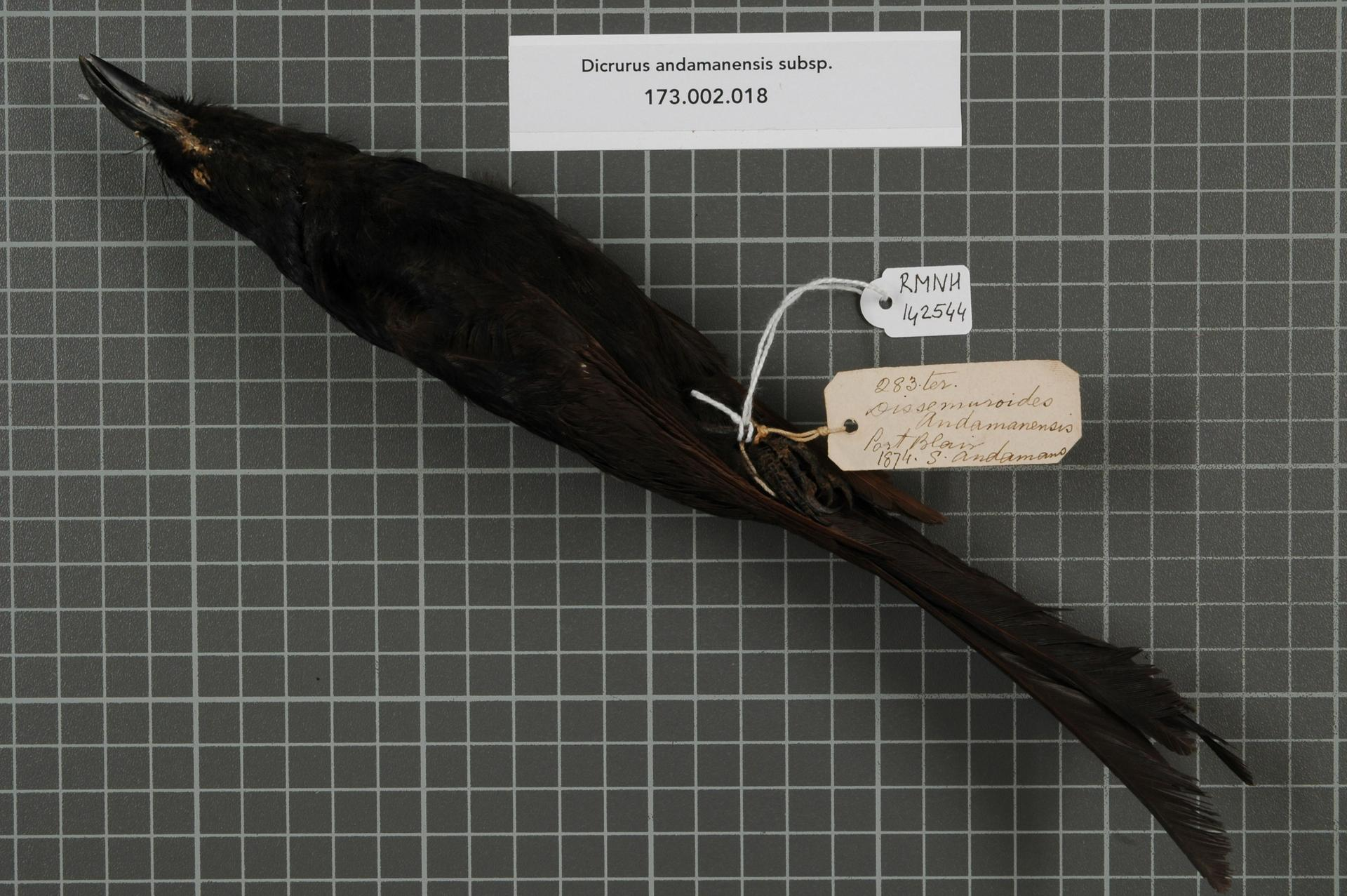
Veduta laterale di maschio impagliato.

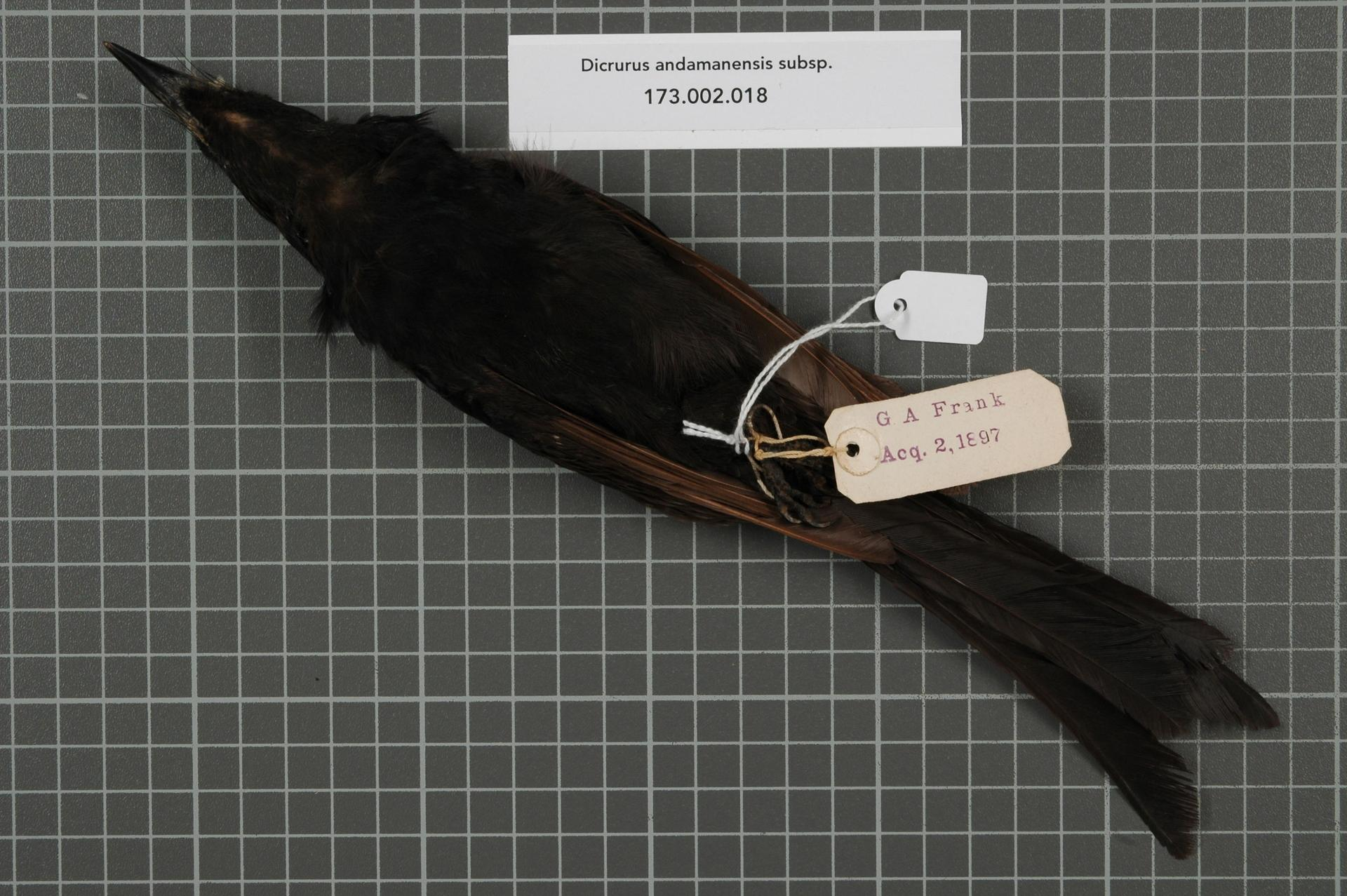
Veduta ventrale di maschio impagliato.

### Dimensioni
Misura 28-35 cm di lunghezza. Le femmine sono mediamente più piccole rispetto ai maschi: la specie tende inoltre a mostrare un gradiente decrescente nelle dimensioni in direttrice N-S, con gli esemplari del nord dell'areale di circa un terzo più grandi rispetto a quelli del sud.

### Aspetto
Si tratta di uccelli dall'aspetto robusto e slanciato, muniti di grossa testa di forma arrotondata e allungata, becco conico e robusto piuttosto lungo e lievemente ricurvo verso il basso, dalla punta adunca, zampe corte, lunghe ali digitate e coda piuttosto lunga e forcuta.
Il piumaggio si presenta interamente di colore nero lucido, con presenza di sfumature bluastre sulle ali (che presentano inoltre remiganti tendenti al bruno-cannella piuttosto che al nero) e sulla coda: nell'area dorsale e sulle nuca sono presenti riflessi metallici di colore verde-bluastro, ben visibili quando l'animale si trova nella luce diretta.

Il dimorfismo sessuale è ben visibile anche se non estremo, con le femmine più minute e dalla coda più corta (oltre che dalla colorazione meno brillante) rispetto ai maschi.
Il becco e le zampe sono di colore nerastro: gli occhi si presentano invece di colore bruno scuro.

## Biologia
Il drongo delle Andamane è un uccello che vive da solo o in coppie, dalle abitudini di vita diurne, sedentarie e territoriali: questi uccelli, infatti, passano la maggior parte della giornata appollaiati su un ramo, osservando i dintorni al duplice scopo di avvistare eventuali prede da cacciare e di tenere d'occhio l'arrivo di possibili intrusi da scacciare, prima vocalmente ed in seguito fisicamente, mostrando grande aggressività nel fare ciò.
Si tratta di uccelli molto vocali, che cantano in special modo di prima mattina e al calar delle tenebre, non di rado esibendosi in duetti: i richiami del drongo delle Andamane sono alti, veloci e sincopati, composti dall'alternarsi di versi pigolanti limpidi e acuti.

### Alimentazione
Questi dronghi si cibano essenzialmente di insetti, artropodi ed altri invertebrati, prediligendo le grosse specie alate, ma non di rado "accontentandosi" anche di formiche sciamanti: le prede possono essere catturate in volo oppure ghermite dall'alto mentre si trovano al suolo, fra i rami o fra il fogliame di un albero oppure di un cespuglio. Oltre a ciò, il drongo delle Andamane può sporadicamente cacciare anche piccoli vertebrati, oppure assumere cibo di origine vegetale come bacche, piccoli frutti e granaglie.

### Riproduzione
Si tratta di uccelli monogami, che si riproducono dai primi di aprile alla seconda metà di maggio.
I due partner collaborano nella costruzione del nido (una coppa appiattita costruita intrecciando rametti e fibre vegetali alla biforcazione del ramo di un albero), nella cova delle 2-4 uova e nelle cure parentali: i pulli, ciechi ed implumi alla schiusa, s'involano a circa tre settimane di vita e si affrancano dai genitori in maniera definitiva più o meno un mese dopo l'involo.

## Distribuzione e habitat

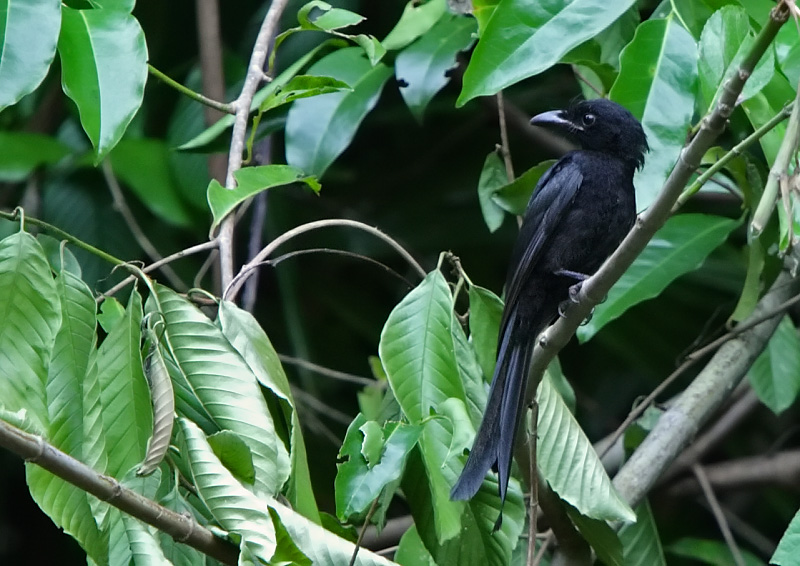
Esemplare ad Havelock.

Come intuibile sia dal nome comune che dal nome scientifico, il drongo del paradiso è endemico delle isole Andamane, nel Golfo del Bengala: la specie popola l'intero arcipelago (oltre alle vicine isole Coco, politicamente parte della Birmania), eleggendo a propria dimora le aree di foresta pluviale di pianura primaria e secondaria, la giungla mista di alberi e cespugli e la foresta monsonica.

## Tassonomia
Se ne riconoscono due sottospecie:
- Dicrurus andamanensis dicruriformis (Hume, 1873) - diffusa nelle isole Coco e ad Andaman Settentrionale;
- Dicrurus andamanensis andamanensis Beavan, 1867 - la sottospecie nominale, diffusa ad Andaman Meridionale e nelle isole prospicienti;